# سانفورد فولكنير
سانفورد فولكنير (بالإنجليزية: Sanford Faulkner) هو ضابط أمريكي، ولد في 1806، وتوفي في 1874.

## وصلات خارجية
- سانفورد فولكنير على موقع IMDb (الإنجليزية)
- سانفورد فولكنير على موقع ميوزك برينز (الإنجليزية)
- سانفورد فولكنير على موقع أول ميوزيك (الإنجليزية)
- سانفورد فولكنير على موقع ديسكوغز (الإنجليزية)